# Långasjö
Långasjö est une localité de Suède dans la commune d'Emmaboda située dans le comté de Kalmar.
Sa population était de 363 habitants en 2019.